# ホンダ・ズーク
ズーク (ZOOK) は、本田技研工業がかつて製造販売したオートバイである。

## 車両解説
型式名A-AF26。1989年の第28回東京モーターショーに参考出品された排気量49㏄の原動機付自転車に分類されるスクーターMS50の市販化モデルで、1990年2月19日に同月26日より標準販売価格89,000円で販売されることが発表された。
車名は造語で「～の傾向が生じる」という意味の「～ずく」ならびにスニーカー（ズック）のように気軽に乗れるイメージに由来する。
車体はスケートボードをイメージし、フロントカバーを省略してハンドルならびにシートは2本の柱状で構成された外観が特徴である。シートは高さを2段階に調整することが可能で、停車時にはヘルメットを被せてホルダーで施錠できる機能を装備する。タイヤは前後とも70/100-8とし、トレッドパターンは靴底の形をイメージしたものとされた。
搭載されるAF05E型空冷2ストローク単気筒エンジンはタクトシリーズと共用するが、本モデル用に最高出力3.3ps/6,000rpm・最大トルク0.45kg-m/4,500rpmに特性を変更。始動はキックスターターのみとし、始動と同時にヘッドライトは自動的に点灯する機構のほか、冷寒時の始動を容易にするオートチョークならびにエンジン停止時は燃料を容量2Lのタンクからキャブレターへ供給しないオートコック機構を装備した。
イメージキャラクターにはタレントの所ジョージを起用したが、1年ほどで生産終了。